# 比亞烏卡河 (杜納耶茨河支流)
49°27′36″N 20°13′19″E / 49.46000°N 20.22194°E

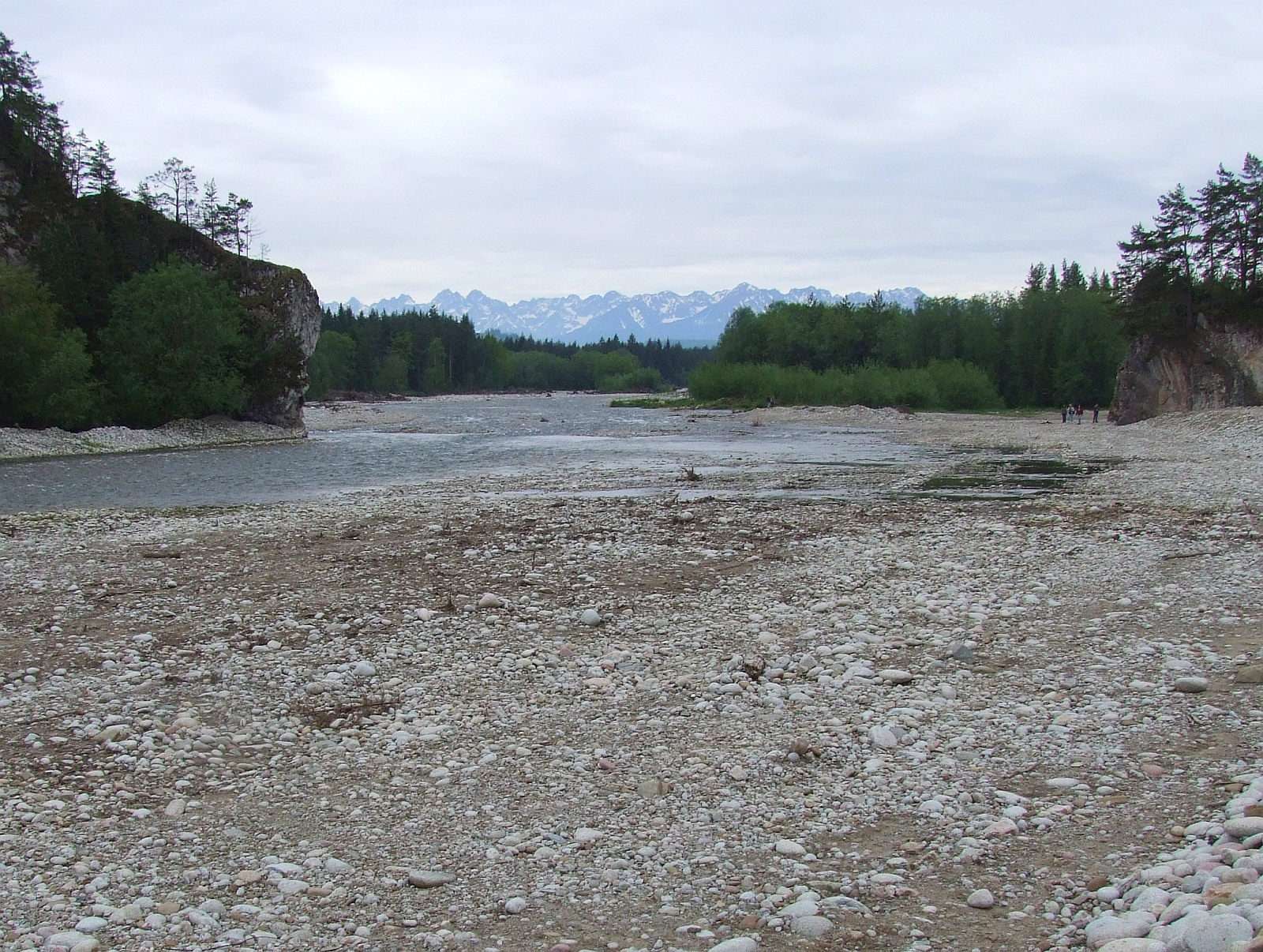

比亞烏卡河是東歐的河流，流經波蘭和斯洛伐克，屬於杜納耶茨河的支流，河道全長41公里，流域面積230平方公里，發源自上塔特拉山。